# Ectatoderus fernandezi
Ectatoderus fernandezi är en insektsart som beskrevs av Bolívar, I. 1914. Ectatoderus fernandezi ingår i släktet Ectatoderus och familjen Mogoplistidae. Inga underarter finns listade i Catalogue of Life.